# Brothers Rocks
Brothers Rocks är klippor i Sydgeorgien och Sydsandwichöarna (Storbritannien). De ligger i den östra delen av Sydgeorgien och Sydsandwichöarna.
Terrängen runt Brothers Rocks är kuperad. Havet är nära Brothers Rocks åt nordost.  Det finns inga samhällen i närheten. 